# 艾布湖
47°27′28″N 10°58′23″E / 47.45778°N 10.97306°E

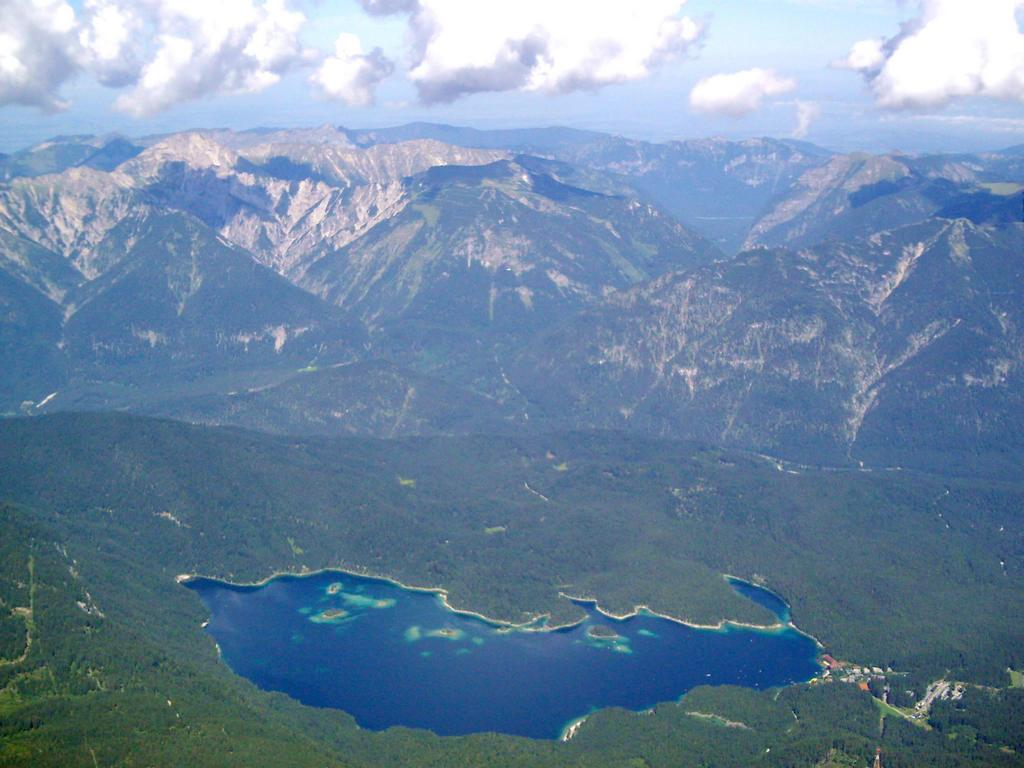

艾布湖是德國的湖泊，由巴伐利亞負責管轄，長3.15公里、寬0.56公里，面積0.17平方公里，集水區面積13.39平方公里，海拔高度973米，平均水深12.2米，最大水深35.4米，湖岸線長度8.06公里，蓄水量2,161萬立方米。